# Silkeskolibri
Silkeskolibri (Chalybura buffonii) är en fågel i familjen kolibrier.

## Utseende
Silkeskolibrin är en medelstor kolibri. Hanen är mestadels grön med turkosfärgad anstrykning. Honan är grön ovan och grå under. Hos båda könen syns kontrasterande vita undre stjärttäckare. Den är mest lik bronsstjärtad kolibri, men stjärten är helt blåsvart. 

## Utbredning och systematik
Silkeskolibri delas in i fem underarter:
- buffonii-gruppen
  - Chalybura buffonii micans – förekommer i centrala Panama och nordvästra Colombia
  - Chalybura buffonii buffonii – förekommer i norra central Colombia (Magdalenadalen) och nordvästra Venezuela
  - Chalybura buffonii aeneicauda – förekommer i norra Colombia (Santa Marta regionen) och norra Venezuela
- Chalybura buffonii caeruleogaster – förekommer på östsluttningar i östra Anderna i sydöstra Colombia
- Chalybura buffonii intermedia – förekommer i sydvästra Ecuador till nordvästra Peru (San Martín)[3]

## Levnadssätt
Silkeskolibrin hittas i skogar, skogsbryn eller buskig ungskog. Där ses den ofta enstaka födosökande vid blommor. Den besöker endast sällan kolibrimatningar.

## Status och hot
Arten har ett stort utbredningsområde, men tros minska i antal, dock inte tillräckligt kraftigt för att den ska betraktas som hotad. Internationella naturvårdsunionen IUCN listar arten som livskraftig (LC). Beståndet uppskattas till i storleksordningen en halv miljon till fem miljoner vuxna individer.

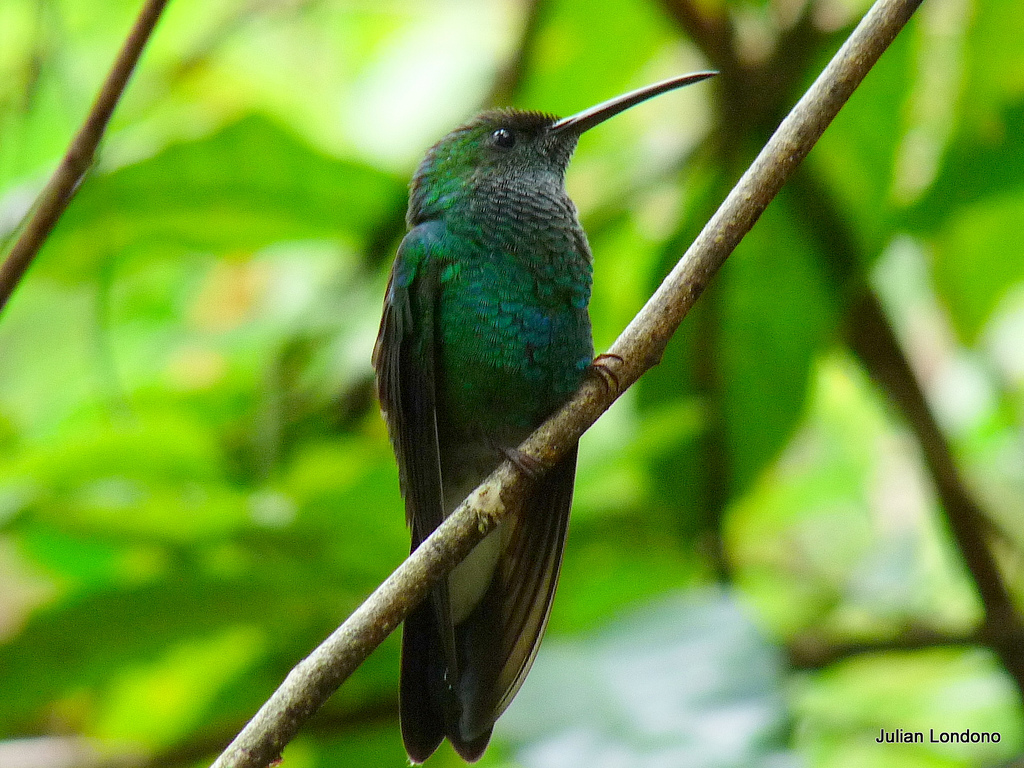
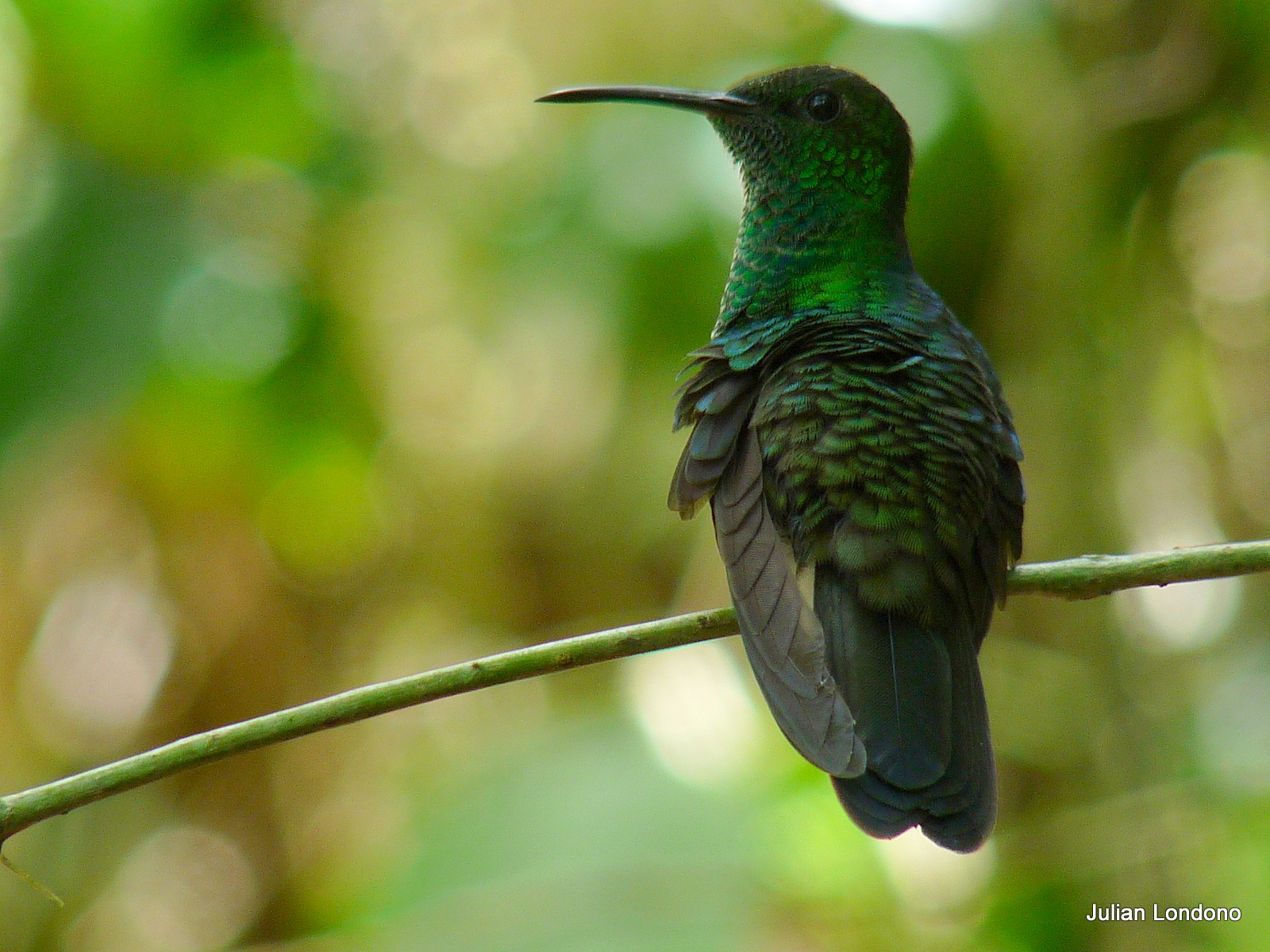
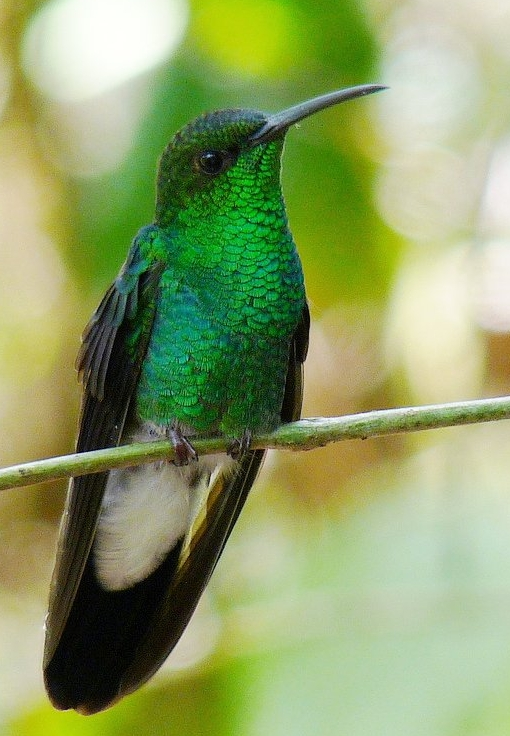